# Lamberto Gardelli
Lamberto Gardelli, född 8 november 1915 i Venedig i Italien, död 17 juli 1998 i München i Tyskland, var en italiensk–svensk dirigent och kompositör.

## Biografi
Gardelli föddes i Venedig och debuterade som pianist vid åtta års ålder. Han studerade vid Rossiniakademin i Pesaro, där han hade en egen studentorkester, och assisterade därefter i åtta år dirigenten Tullio Serafin vid Teatro dell'Opera di Roma, där han också debuterade som operadirigent med Giuseppe Verdis La Traviata 1944.
Efter andra världkriget kom han till Sverige, där han så småningom blev både ständig gästdirigent på Kungliga Operan i Stockholm och svensk medborgare. 1955 flyttade han till Danmark och började vid Statsradiofoniens symfoniorkester, men fortsatte samarbeta med Drottningholmsteatern. Samma år gjorde han den första svenska operainspelningen på just Drottningholmsteatern, Pergolesis Il maestro di musica ("Musikläraren"). Under sina fem år i Danmark intresserade sig Gardelli särskilt för nordiska tonsättare. Därefter verkade han främst som musikchef vid Budapestoperan, men även på Royal Opera House i Covent Garden i London samt vid Glyndebourne Festival Opera och Metropolitan Opera i New York. Under en period var han musikchef vid Stadttheater Bern.
Gardelli spelade som dirigent in flera av Verdis tidiga operor på skriva. Hans gestaltning av La forza del destino ("Ödets makt") anses av många oöverträffad, och han gick även i bräschen för den franska originalversionen av Gioacchino Rossinis Guillaume Tell, som spelades in på skiva med bland andra Nicolai Gedda. Han spelade även in en komplett version av Giacomo Puccinis Trittico. Som konsertdirigent uppvisade han stor känsla för Anton Bruckners och Gustav Mahlers senromantiska symfonier. Han skrev själv fem operor och ett rekviem.
Vid sin död var Gardelli fortfarande svensk medborgare. Han hade tre söner i Sverige: Christer Gardelli (född 1953), jurist, Peter Båvenholm (född 1956), hjärtläkare, och David Båvenholm (1957–2016), sångare.